# Game Arts
Game Arts (ゲームアーツ, gemu Atsu?) es una empresa japonesa desarrolladora de videojuegos con sede en Tokio, Japón. Originalmente establecida en 1985 como una compañía de software, desde entonces han ampliado su empresa para producir una serie de videojuegos de consolas y sistemas portátiles. Dirigida por el presidente y CEO Yoichi Miyaji, la filosofía de la compañía es crear «videojuegos nuevos, innovadores y entretenidos», así como los juegos de exhibición que se puede considerar «formas de arte», tanto en lo que los desarrolladores y productores. Game Arts es miembro de la Asociación de Computer Entertainment Proveedor de Japón (CESA), y los principales socios comerciales son Square Enix, Bandai, Koei, y Gung-Ho Online Entertainment, algunos de los cuales han codesarrollado o producido juegos en colaboración con la empresa.
La compañía ha producido una serie de juegos de varios géneros, comenzando con el juego de acción Thexder para los ordenadores personales en 1985. Una serie de juegos tradicionales y relacionados con Mahjong también se han producido para las audiencias japonesas. En el mundo occidental, Game Arts es conocido por ser los productores de las series de juegos de rol Grandia y Lunar, así como la serie de juegos de estrategia Gungriffon. Algunos de sus trabajadores ayudaron en el desarrollo preliminar del título de Super Smash Bros. Brawl para la consola Wii.

## Historial de publicaciones
| Título | Plataforma                   | Editor                                                                                       | Fecha de lanzamiento |
| --- | ---------------------------- | -------------------------------------------------------------------------------------------- | --- |
| Thexder | MSX, PC-88                   | Game Arts (Japón) Sierra Entertainment (USA)                                                 | 1985 (Japón) 1987 (USA) |
| Cuby Panic | PC-88                        | Game Arts                                                                                    | Abril 1985 (Japón) |
| Thexder | NES                          | Squaresoft                                                                                   | 18 de diciembre de 1985 (Japón) |
| Silpheed | PC-88                        | Game Arts (Japón) Sierra Entertainment (USA)                                                 | 1986 (Japón) 1988 (USA) |
| Zeliard | PC-88                        | Game Arts (Japón) Sierra Entertainment (USA)                                                 | 1987 (Japón) 1990 (USA) |
| Solitaire Royale                                                                                                  | MSX2, PC-88                  | Game Arts                                                                                    | 3 de junio de 1988 (Japón) |
| Fire Hawk: Thexder – The Second Contact                                                                           | MSX2, PC-88                  | Game Arts (Japón) Sierra Entertainment (USA)                                                 | 1989 (Japón) 1990 (USA) |
| Faria: A World of Mystery and Danger                                                                              | NES                          | Hi-Score Media Work (Japón) Nexoft (USA)                                                     | 21 de julio de 1989 (Japón) 1990 (USA) |
| Harakiri | PC-88                        | Game Arts                                                                                    | 20 de julio de 1990 (Japón) |
| Gyuwamburaa (Gambler) Jiko Chuushinha                                                                             | Sega Mega Drive/Genesis      | Game Arts                                                                                    | 14 de diciembre de 1990 (Japón) |
| Tenka Fubu | Sega Mega-CD                 | Game Arts                                                                                    | 28 de diciembre de 1991 (Japón) |
| Alisia Dragoon | Sega Mega Drive/Genesis      | Game Arts (Japón) Sega (US & Europa)                                                         | 24 de abril de 1992 (Japón) 23 de abril de 1992 (USA) 1992 (Europa) |
| Lunar: The Silver Star                                                                                            | Sega Mega-CD                 | Game Arts (Japón) Working Designs (USA)                                                      | 26 de junio de 1992 (Japón) Diciembre 1993 (USA) |
| Gyuwamburaa (Gambler) Jiko Chuushinha 2                                                                           | Sega Mega-CD                 | Game Arts                                                                                    | 18 de diciembre de 1992 (Japón) |
| Wonder MIDI | Wondermega                   | Victor                                                                                       | 25 de diciembre de 1992 (Japón) |
| Yumimi Mix | Sega Mega-CD                 | Game Arts                                                                                    | 29 de enero de 1993 (Japón) |
| J-League Champion Soccer                                                                                          | Sega Mega Drive/Genesis      | Shogakukan                                                                                   | 26 de febrero de 1993 (Japón) |
| Silpheed | Sega Mega-CD                 | Game Arts (Japón) Sega (US & Europa)                                                         | 30 de julio de 1993 (Japón) 1993 (USA) 1993 (Europa) |
| Jan'ou Touryumon                                                                                                  | Sega Mega Drive/Genesis      | Sega                                                                                         | 5 de noviembre de 1993 (Japón) |
| Urusei Yatsura: My Dear Friends                                                                                   | Sega Mega-CD                 | Game Arts                                                                                    | 15 de abril de 1994 (Japón) |
| Lunar: Eternal Blue                                                                                               | Sega Mega-CD                 | Game Arts (Japón) Working Designs (USA)                                                      | 21 de diciembre de 1994 (Japón) Septiembre 1995 (USA) |
| Thexder 95 | PC                           | Game Arts (Japón) Sierra Entertainment (USA)                                                 | 1995 (Japón) 1995 (USA) |
| Yumimi Mix Remix                                                                                                  | Sega Saturn                  | Game Arts                                                                                    | 28 de julio de 1995 (Japón) |
| Lunar: Samposuru Gakuen (co-developed with Ehrgeiz)                                                               | Game Gear                    | Game Arts                                                                                    | 12 de enero de 1996 (Japón) |
| Gungriffon: The Eurasian Conflict (Japón) Gungriffon (US & Europa)                                                | Sega Saturn                  | Game Arts (Japón) Sega (US & Europa)                                                         | 15 de marzo de 1996 (Japón) 1996 (USA) 1996 (Europa) 12 de marzo de 1998 (Japón) (Saturn Collection)                                                                                                   |
| Lunar: Silver Star Story (co-developed with Japón Art Media)                                                      | Sega Saturn                  | Kadokawa Games                                                                               | Octubre 1996 (Japón) |
| Tokyo Mahjong Land                                                                                                | Sega Saturn                  | Game Arts                                                                                    | 18 de octubre de 1996 (Japón) |
| Daina Airan | Sega Saturn                  | Game Arts                                                                                    | 27 de diciembre de 1996 (Japón) (Lanzamiento anticipado) 14 de febrero de 1997 (Japón) |
| Lunar: Silver Star Story Complete (with "MPEG" card) (co-developed with Japón Art Media and Kadokawa Games)       | Sega Saturn                  | Entertainment Software Publishing                                                            | Julio 1997 (Japón) |
| Mahō Gakuen Lunar! (co-developed with Kadokawa Games)                                                             | Sega Saturn                  | Entertainment Software Publishing                                                            | Octubre 1997 (Japón) |
| Grandia | Sega Saturn                  | Entertainment Software Publishing                                                            | 18 de diciembre de 1997 (Japón) 26 de noviembre de 1998 (Japón) (Memorial Package) |
| Gungriffon II | Sega Saturn                  | Entertainment Software Publishing                                                            | 23 de abril de 1998 (Japón) |
| Lunar: Silver Star Story Complete (co-developed with Japón Art Media and Kadokawa Games)                          | PlayStation                  | Entertainment Software Publishing (Japón) Working Designs (USA)                              | 28 de mayo de 1998 (Japón) 28 de abril de 1999 (Japón) (PlayStation the Best) 30 de abril de 1999 (USA) 1 de junio de 1999 (USA) (Fan Art Edition) 6 de febrero de 2002 (USA) (Limited, relanzamiento) |
| Grandia: Digital Museum                                                                                           | Sega Saturn                  | Entertainment Software Publishing                                                            | 28 de mayo de 1998 (Japón) |
| Lunar 2: Eternal Blue (co-developed with Japón Art Media and Kadokawa Games)                                      | Sega Saturn                  | Entertainment Software Publishing                                                            | Julio 1998 (Japón) |
| Lunar: Silver Star Story Complete (co-developed with Japón Art Media and Kadokawa Games)                          | PC                           | Entertainment Software Publishing                                                            | 1998 (Japón) 1999 (Korea) |
| Lunar 2: Eternal Blue Complete (co-developed with Japón Art Media and Kadokawa Games)                             | PlayStation                  | Entertainment Software Publishing (Japón) Working Designs (USA)                              | 27 de mayo de 1999 (Japón) 7 de septiembre de 2000 (Japón) (Kakukawa Best) 15 de diciembre de 2000 (USA)                                                                                               |
| Grandia | PlayStation                  | Entertainment Software Publishing (Japón) Sony Computer Entertainment (USA) Ubisoft (Europa) | 24 de junio de 1999 (Japón) 30 de septiembre de 1999 (USA) 30 de marzo de 2000 (Europa) 27 de julio de 2000 (Japón) (PlayStation the Best)                                                             |
| Gyuwamburaa (Gambler) Jiko Chuushinha: Tokyo Mahjong Land                                                         | PlayStation                  | Entertainment Software Publishing                                                            | 22 de junio de 2000 (Japón) |
| Grandia II | Dreamcast                    | Entertainment Software Publishing (Japón) Ubisoft (US & Europa)                              | 3 de agosto de 2000 (Japón) 6 de diciembre de 2000 (USA) 23 de febrero de 2001 (Europa) 23 de mayo de 2002 (Japón) (DriKore)                                                                           |
| Gungriffon Blaze                                                                                                  | PlayStation 2                | Capcom (Japón) Working Designs (USA) Swing! Entertainment (Europa)                           | 10 de agosto de 2000 (Japón) 24 de octubre de 2000 (USA) 12 de julio de 2002 (Europa) 1 de agosto de 2002 (Japón) (PlayStation 2 the Best)                                                             |
| Silpheed: The Lost Planet (co-developed with Treasure and Tomy)                                                   | PlayStation 2                | Capcom (Japón) Working Designs (USA) Swing! Entertainment (Europa)                           | 21 de septiembre de 2000 (Japón) 23 de abril de 2001 (USA) 11 de mayo de 2001 (Europa) 19 de julio de 2002 (Europa) (relanzamiento)                                                                    |
| Grandia: Parallel Trippers (co-developed with Hudson Soft)                                                        | Game Boy Color               | Entertainment Software Publishing                                                            | 22 de diciembre de 2000 (Japón) |
| Lunar Legend (co-developed with Japón Art Media)                                                                  | Game Boy Advance             | Media Rings (Japón) Ubisoft (USA)                                                            | 12 de abril de 2001 (Japón) 10 de diciembre de 2001 (USA) |
| Chenwen no Sangokushi                                                                                             | PlayStation 2                | Entertainment Software Publishing                                                            | 1 de noviembre de 2001 (Japón) |
| Grandia II (port by Rocket Studio)                                                                                | PlayStation 2                | Enix Corporation (Japón) Ubisoft (US & Europa)                                               | 21 de febrero de 2002 (Japón) 28 de enero de 2002 (USA) 28 de marzo de 2002 (Europa) |
| Grandia Xtreme | PlayStation 2                | Enix Corporation                                                                             | 31 de enero de 2002 (Japón) 30 de septiembre de 2002 (USA) |
| Grandia II (port by Rocket Studio)                                                                                | PC                           | Ubisoft                                                                                      | 10 de marzo de 2002 (USA) 12 de abril de 2002 (Europa) |
| Bomberman Generation                                                                                              | GameCube                     | Majesco Entertainment (USA) Hudson Soft (Japón) Vivendi Universal Games (Europa)             | 3 de junio de 2002 (USA) 27 de junio de 2002 (Japón) 6 de diciembre de 2002 (Europa) |
| Gungriffon: Allied Strike (co-developed with Kama Digital)                                                        | Xbox                         | Tecmo                                                                                        | 16 de diciembre de 2004 (Japón) 14 de diciembre de 2004 (USA) 8 de abril de 2005 (Europa) |
| Lunar Genesis (Japón & Europa) Lunar: Dragon Song (USA) (co-developed with Japón Art Media and Rising Star Games) | Nintendo DS                  | Marvelous Entertainment (Japón) Ubisoft (USA) Atari (Europa)                                 | 25 de agosto de 2005 (Japón) 27 de septiembre de 2005 (USA) 17 de febrero de 2006 (Europa) |
| Grandia III | PlayStation 2                | Square Enix                                                                                  | 4 de agosto de 2005 (Japón) 14 de febrero de 2006 (USA) |
| Project Sylpheed (Japón) (co-developed with Square Enix and Seta Corporation)                                     | Xbox 360                     | Microsoft Corporation                                                                        | 28 de septiembre de 2006 (Japón) 29 de junio de 2007 (Europa) 10 de julio de 2007 (USA) |
| Super Smash Bros. Brawl (co-developed with Sora Ltd. and Nintendo, among others)                                  | Wii                          | Nintendo                                                                                     | 31 de enero de 2008 (Japón) 9 de marzo de 2008 (USA) 27 de junio de 2008 (Europa) |
| Grandia (co-developed with Entertainment Software Publishing)                                                     | PlayStation 3                | D3Publisher (Japón) Sony Computer Entertainment (USA)                                        | 22 de abril de 2009 (Japón) 25 de febrero de 2010 (USA) |
| Teenage Mutant Ninja Turtles: Smash-Up                                                                            | Wii, PlayStation 2           | Ubisoft                                                                                      | 22 de septiembre de 2009 (USA) 25 de septiembre de 2009 (Europa) |
| The Magic Obelisk                                                                                                 | Wii                          | GungHo Online Entertainment                                                                  | 27 de octubre de 2009 (Japón) 28 de diciembre de 2009 (USA) |
| Lunar: Silver Star Harmony                                                                                        | PSP, PlayStation Network     | GungHo Online Entertainment (Japón) Xseed Games (USA)                                        | 12 de noviembre de 2009 (Japón) 2 de marzo de 2010 (USA) |
| Ragnarok Odyssey                                                                                                  | PS Vita, PlayStation Network | GungHo Online Entertainment (Japón) Xseed Games (USA)                                        | 2 de febrero de 2012 (Japón) 11 de septiembre de 2012 (USA) 20 de febrero de 2013 (Europa) |
| Dokuro | PS Vita, PlayStation Network | GungHo Online Entertainment                                                                  | 5 de julio de 2012 (Japón) 15 de octubre de 2012 (USA) 30 de enero de 2013 (Europa) |
| Grandia II HD Remaster                                                                                            | PC                           | GungHo Online Entertainment                                                                  | 24 de agosto de 2015 |
| Grandia HD Collection                                                                                             | Switch                       | GungHo Online Entertainment (USA) Square Enix                                                | 16 de agosto de 2019 |
| Grandia HD Remaster                                                                                               | PC                           | GungHo Online Entertainment                                                                  | 15 de octubre de 2019 |